# Sloj

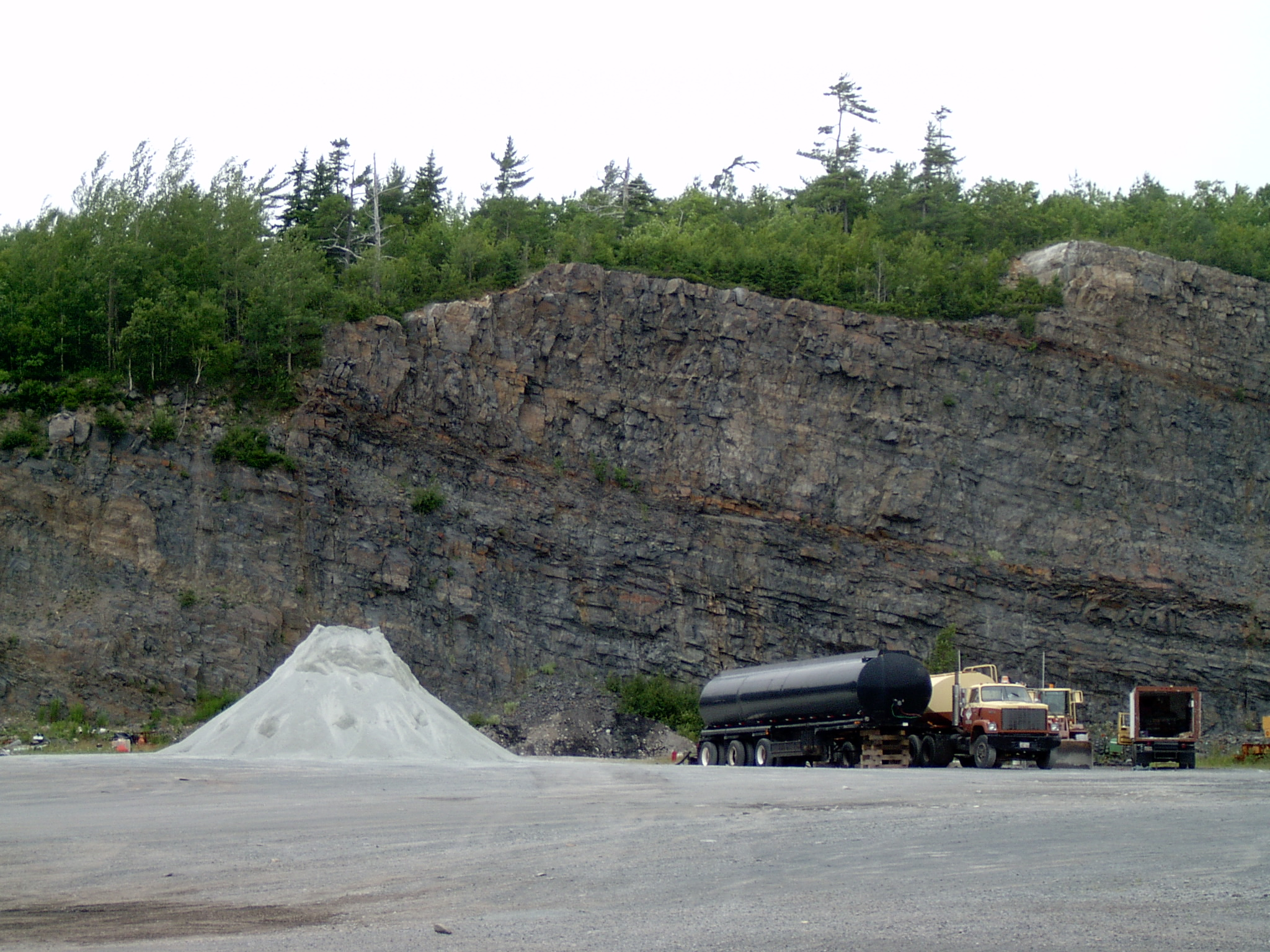
Ukázka vrstev hornin

Sloj je ložisko jakéhokoliv nerostu sedimentárního původu, většinou plošné rozlohy, deskovitého tvaru, je to vlastně vrstva hornin stejného nebo podobného složení. Sloj je ohraničena nadložím, které tvoří strop sloje, a podložím tvořícím dno sloje. Používá se při označení uhelných slojí. Sloje mohou být přerušeny tektonickými poruchami a jejich uspořádání může být ovlivněno přesmyky nebo propady a dalšími geologickými poruchami.

## Uhelné sloje
- Sloj Antonín
- Sloj Josef